# Thomas Ewing
Thomas Ewing, Sr. (28. december 1789 – 26. oktober 1871) var en amerikansk politiker fra Ohio. I de første år tilhørte han Whig partiet, men skiftede siden til Republikanerne. Han sad i De Forenede Staters senat og var en overgang finansminister (Secretary of the Treasury) og blev landets første Indenrigsminister (Secretary of the Interior).
Han blev født i West Liberty i Ohio County i den del af staten Virginia, der blev til West Virginia. Efter at have studeret på Ohio University og læst jura under Philemon Beecher, begyndte Ewing at praktisere jura i Lancaster i Ohio, i 1816.
Han var en farverig advokat fra landet, og som sådan blev han valgt til Senatet i 1830 som Whig og sad der i en enkelt periode. Det lykkedes ham ikke at blive genvalgt i 1836. Ewing var finansminister i en kort periode fra 4. marts til 11. september 1841, under præsidenterne William Henry Harrison og John Tyler.
Ewing blev senere udpeget til at være den første Indenrigsminister af Præsident Zachary Taylor. Ewing varetog dette embede fra 8. marts 1849 – 22. juli 1850 under Taylor og Millard Fillmore. Som den første indenrigsminister sammenlagde han områder fra forskellige ministerier i en ny struktur, såsom Land Office fra finansministeriet og Indian Bureau fra Krigsministeriet. De nye områder i indenrigsministeriet blev hurtigt smidt ud af deres hidtidige kontorer, men Indenrigsministeriet havde ikke fået tildelt kontorplads, så Ewing måtte leje lokaler. Senere i 1852 fik Indenrigsministeriet plads i Patentkontorets bygning, der fik en ny østfløj. Ewing grundlagde det korrupte system i indenrigsministeriet ved i stor stil at udskifte embedsmænd med folk som blev politisk udvalgt. Aviserne døbte ham "Butcher Ewing" for den indsats.
I 1850 blev Ewing udpeget til Senatet for at udfylde den plads, som var blevet ledig, da Thomas Corwin trak sig tilbage, og han sad fra 20. juli 1850 – 3. marts 1851. Ewing opnåede ikke genvalg i 1851. I 1861 var Ewing en af staten Ohio's delegerede til fredskonferencen i Washington i håbet om at afværge den Amerikanske Borgerkrig. Efter borgerkrigen blev Ewing udpeget af præsident Andrew Johnson til Krigsminister i 1868 efter afskedigelsen af Edwin M. Stanton men Senatet, som stadig var rasende over at Johnson havde fyret Stanton—hvilket havde fremprovokeret rigsretssagen mod Johnson—afslog at godkende valget.
Ewing giftede sig med Maria Wills Boyle, en katolik, og opfostrede deres børn i denne tro. Hans fostersøn var den berømte general William Tecumseh Sherman. Med tiden giftde Sherman sig med Thomas Ewing Sr.'s daughter, Ellen Ewing Sherman. Ewing's søn af samme navn, Thomas Ewing, Jr., var general for Unionen i den Amerikanske borgerkrig og var i to perioder valgt til kongressen fra Ohio. To af Ewing's andre sønner – Hugh Boyle Ewing og Charles Ewing – blev også generaler i Unionshæren under den amerikanske borgerkrig.
Før sin død i 1871 var Ewing den sidste overlevende fra præsidenterne Harrison og Tylers regeringer. Den senere præsident Rutherford B. Hayes var en af dem som bar hans kiste til graven.